# Octomeria juncifolia
Octomeria juncifolia é uma espécie de orquídea (Orchidaceae) originária do Brasil.